# Expéditions scientifiques danoises en Asie centrale
 (février 2024).
Si vous disposez d'ouvrages ou d'articles de référence ou si vous connaissez des sites web de qualité traitant du thème abordé ici, merci de compléter l'article en donnant les références utiles à sa vérifiabilité et en les liant à la section « Notes et références ».
Les trois expéditions scientifiques danoises en Asie centrale se sont déroulées en 1936-1937, 1938-1939 et 1947-1952. Organisées par l'explorateur Henning Haslund-Christensen, elles ont été suivies d’une quatrième expédition, surnommée l’Expédition commémorative Henning Haslund-Christensen, en 1953-1955.

## Antécédents

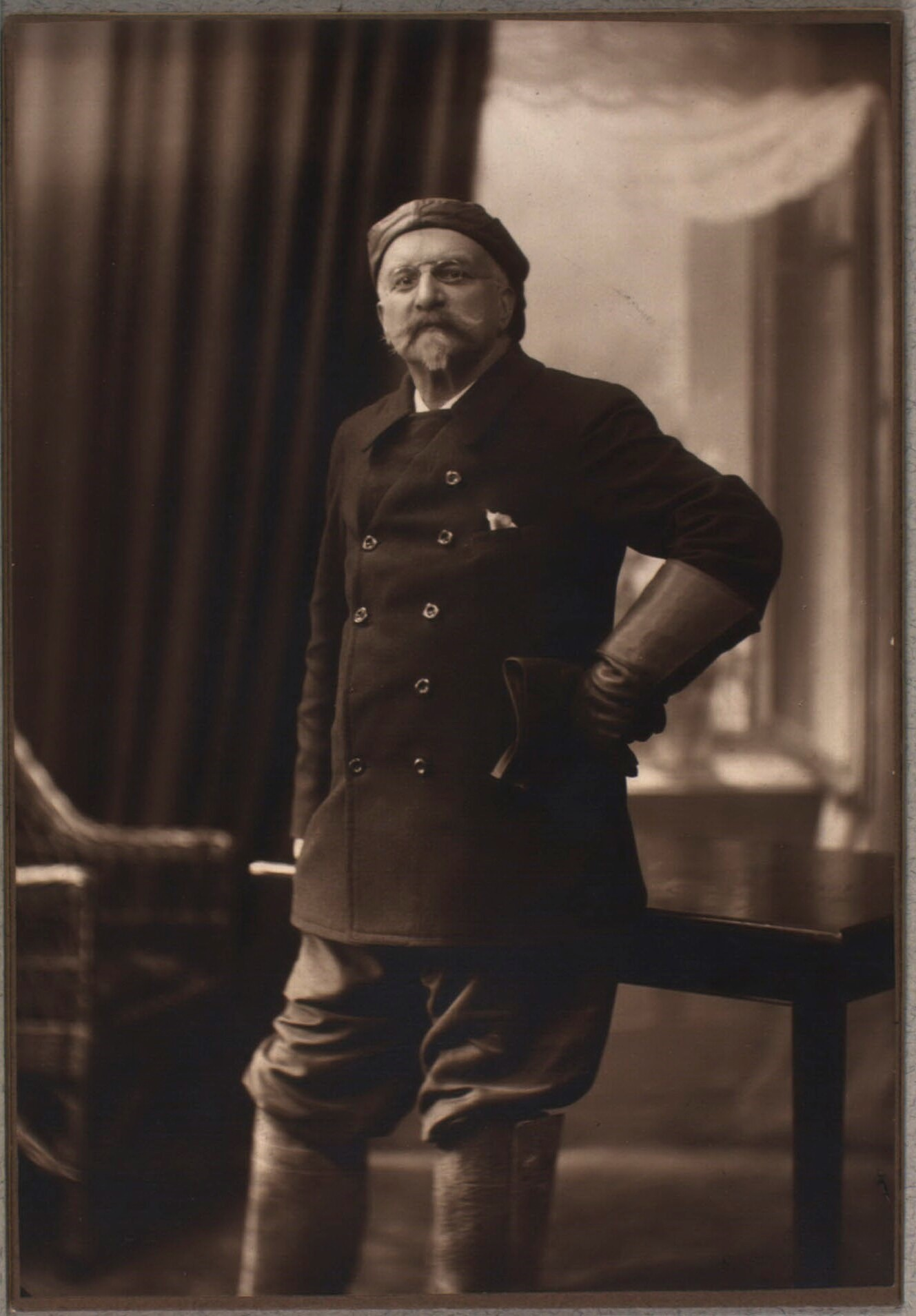
Portrait de Hans Kaarsberg (date inconnue).

En 1890, le médecin danois Hans Kaarsberg (da) (1854-1929) rend visite aux populations kalmouks des steppes de Russie, entre le Don et la Volga. Il désire en effet étudier l'état de santé d'un peuple qui n'a pas encore subi l’influence de la civilisation européenne. 
En 1909, débute le voyage de Bollerup A. Sorensen (1880-1932) à travers la steppe mongole. Sorensen réalise de nouvelles expéditions, durant lesquelles il parcourt  le Xinjiang, le Qinghai et le Tibet, en 1915 et en 1921-1922.
En 1923, c’est le tour de six Danois, parmi lesquels le médecin Carl Krebs (en) et l’ethnographe Henning Haslund-Christensen, de parcourir la Mongolie, dans le but d’y fonder une ferme expérimentale. Cependant, des difficultés politiques avec les autorités communistes font finalement échouer le projet.

## Les trois expéditions
Première expédition scientifique danoise en Asie centrale (1936-1937)
L’explorateur Henning Haslund-Christensen se rend seul dans le nord-est de la Mongolie-Intérieure, où il recueille 105 chansons folkloriques, 700 documents ethnographiques et de multiples éléments sur la culture mongole. Les objets et les notes qu’il ramène sont aujourd’hui conservé au Musée national de Copenhague. 
Deuxième expédition scientifique danoise en Asie centrale (1938-1939)
Henning Haslund-Christensen retourne en Mongolie, mais s’entoure cette fois de l’archéologue Werner Jacobsen (da) et du linguiste Kaare Grønbech. L’expédition ramène au Danemark 2000 documents ethnographiques qui sont conservés au Musée national, ainsi qu’une collection de livres mongols confiés à la Bibliothèque royale de Copenhague et des enregistrements musicaux conservés aux Archives du folklore danois. 
Troisième expédition scientifique danoise en Asie centrale (1947-1952)
Organisée elle aussi par Haslund-Christensen, elle se déroule principalement en Afghanistan et au Sikkim. Après la mort d’Haslund-Christensen à Kaboul en 1948, Carl Krebs (en) reprend la tête de l’expédition. Participent également à la mission les ethnologues Lennart Edelberg, Halfdan Siiger et Pierre de Grèce, le botaniste Mogens Engell Køie (da) et le géographe John Humlum. Les documents ramenés par l'expédition sont aujourd’hui conservés dans plusieurs instituts de recherche danois, principalement au Musée national, au Musée Moesgaard et à la Bibliothèque royale.

## L’expédition commémorative Henning Haslund-Christensen
La mission scientifique danoise en Afghanistan, également connue sous le nom d’expédition commémorative (1953-1955), se déroule principalement dans le Nourestân et comprend notamment Lennart Edelberg, Klaus Ferdinand et le prince Pierre de Grèce. Les documents ramenés par l’expédition sont conservés au Musée Moesgaard et au Musée national du Danemark. 